# 임택
임택(1963년 10월 2일~)은 대한민국의 정치인이다. 제27·28대 광주 동구청장이다. 2018년 전국동시지방선거에서 당선되었으며, 2022년 재선되었다. 전라남도 무안군 출생이다.

## 경력
- 1998.07~2002.06: 제3대 광주광역시 동구의회 의원(초선, 산수2동)
- 1999: 광주YMCA 좋은동네만들기 추진위원회 전문위원
- 2000~2002: 참여자치21 의원포럼 대표
- 2002.07~2006.06: 제4대 광주광역시 동구의회 의원(재선, 산수2동)
- 2006~2007: 국가균형발전위원회 자문위원
- 2006.07~2008.05: 국회의원 양형일 의원실 보좌관
- 2014.07~2018.03: 제7대 광주광역시의회 의원(초선, 동구 제1선거구)
  - 2014.07~2015.06: 제7대 광주광역시의회 문화도시특별위원회 위원장
  - 2016.07~2018.03: 제7대 광주광역시의회 후반기 산업건설위원회 위원장
- 2017.04~2017.05: 제19대 대통령선거 광주광역시 국민주권선거대책위원회 공동선거대책본부 본부장
- 2017.09~: 더불어민주당 미세먼지대책특별위원회 부위원장
- 2018.02~: 더불어민주당 정책위원회 부의장
- 2018.07~: 제27·28대 광주 동구청장(재선, 민선 7·8기)
- 2024.11~: 대한민국시장·군수·구청장협의회 대변인
- 2024.11~: 광주 구청장·군수협의회장

## 학력
- 1982~1991 전남대학교 불어불문학 학사
- 2007 조선대학교 정책대학원 자치행정학 석사
- 2009 전남대학교 대학원 정치학 박사과정 수료

## 수상
- 1999 대통령 표창

## 역대 선거 결과
|  | 42.12% |

|  | 67.81% |

|  | 29.72% |

|  | 33.27% |

|  | 73.71% |

|  | 53.92% |

|  | 80.39% |

| 전임 김성환 | 제27·28대 광주광역시 동구청장(민선) 2018년 7월 1일~ |  |